# وراچوشنیتسا
وراچوشنیتسا (به صربی: Vraćevšnica) یک منطقهٔ مسکونی در صربستان است که در ناحیه موراویتسا واقع شده‌است. وراچوشنیتسا ۱۵۰ نفر جمعیت دارد.